# Matakaou
Soummah Matakaou est une ville et une sous-préfecture de Guinée, rattachée à la préfecture de Koubia et la région de Labé.   

## Population
En 2016, le nombre d'habitants est estimé à 17 324, à partir d'une extrapolation officielle du recensement de 2014 qui en avait dénombré 15 515.